# Río Pescado
Le río Pescado est une rivière du nord-ouest de l'Argentine qui coule dans la province de Salta. C'est un affluent important du río Bermejo avec lequel il conflue en rive droite. C'est donc un sous-affluent du fleuve río Paraná par le río Bermejo, puis par le Paraguay.

## Géographie
Le río Pescado naît dans les sierras andines appelées « Sierras de Santa Victoria » à plus de 4 000 mètres d'altitude. Il coule globalement de l'ouest en est, mais à mi-parcours son cours s'infléchit vers le sud en direction du río Iruya, pour reprendre sa direction vers l'est dès après son confluent avec ce dernier.
Il traverse la partie méridionale du parc national Baritú.
Sur ses deux rives, il reçoit d'abondants affluents issus des yungas du rebord oriental de la Cordillère orientale des Andes. La pluviosité comme l'écoulement relatif diminue d'est en ouest (passage progressif du climat humide de yunga méridionale au climat sec de la Puna des hauts plateaux andins).
Son bassin s'étend sur plus ou moins 4 950 km2, dont 3 000 pour son affluent principal, le río Iruya.
Il se jette en rive droite dans le río Bermejo, à une dizaine de kilomètres en aval du confluent entre ce dernier et le río Grande de Tarija appelé Juntas de San Antonio. Au niveau de leur confluence, le Bermejo doit au río Pescado plus de 25 % de son débit. 

## Affluent
- Le río Iruya (rive droite) : très abondant, il lui fournit plus de la moitié de son débit, soit quelque 67 m3/s.

## Hydrométrie - mesure des débits à Puesto Romero
Le débit du río Pescado a été observé pendant 23 ans (1957-1980) à Puesto Romero, localité de la province de Salta située peu avant son confluent avec le río Iruya. 
À Puesto Romero, le débit annuel moyen ou module observé sur cette période a été de 48,7 m3/s pour une surface étudiée de 1 700 km2, soit seulement 34,5 % du  bassin versant total de la rivière. Ceci correspond au fait que les deux tiers de ce bassin correspondent au sous-bassin de l'Iruya, dont le débit n'est pas inclus dans ces chiffres.
La lame d'eau écoulée dans cette partie du bassin versant atteint ainsi le chiffre de 904 millimètres par an, ce qui peut être considéré comme très élevé, surtout dans cette région du nord-ouest argentin souvent fort déséchée en d'autres lieux.
Cours d'eau issu essentiellement des pluies de l'été austral, le río Pescado est une rivière très abondante qui présente deux saisons.
Les pluies surviennent en été (décembre-mars) et se prolongent quelque peu au début de l'automne. Les hautes eaux se déroulent donc de janvier à mars-avril, avec un maximum en février. Au mois d'avril, le débit de la rivière baisse fortement et dès le mois de mai, un long étiage débute allant jusqu'au mois de novembre. Mais la rivière ne tombe jamais à sec, le débit étant soutenu en été par la fonte des neiges des sommets andins du haut bassin. 
Le débit moyen mensuel observé en septembre (minimum d'étiage) est de 7,08 m3/s, soit plus ou moins 20 fois moins que le débit moyen du mois de février (143 m3/s), ce qui témoigne de l'amplitude importante des variations saisonnières. Sur la durée d'observation de 23 ans, le débit mensuel minimal a été de 5,0 m3/s (à plusieurs reprises en septembre-octobre), tandis que le débit mensuel maximal s'élevait à 261 m3/s en février 1974. 

## Tourisme
- Le parc national Baritú